# Ryom-Verzeichnis
Das Ryom-Verzeichnis (Kürzel RV) ist ein Verzeichnis der Werke des Komponisten Antonio Vivaldi. Es wurde 1973 von dem dänischen Musikwissenschaftler Peter Ryom veröffentlicht und konnte sich in der Fachwelt gegen andere Verzeichnisse durchsetzen.

## Prinzipien
Die Grundlage für die Einteilung der Werke Antonio Vivaldis liegt bei Ryom nicht in der Chronologie der Entstehung, sondern in der Gattung, der Besetzung und der Tonart. Bei den ersten 585 erfassten  Instrumentalwerken beruht die Ordnung auf drei hierarchischen Ebenen, gekennzeichnet durch Buchstaben und Zahlen.
Begonnen wird mit einer Hauptkategorisierung (Großbuchstaben) nach der Besetzung:
- A – Werke für ein Instrument und Basso continuo
- B – Werke für zwei Instrumente und Basso continuo
- C – Werke für mehr als zwei Instrumente und Basso continuo
- D – Orchesterwerke: Werke für Streichorchester und Basso continuo (ohne Solisten)
- E – Werke für ein Instrument, Streichorchester und Basso continuo
- F – Werke für zwei Instrumente, Streichorchester und Basso continuo
- G – Werke für mehr als zwei Instrumente, Orchester und Basso continuo
- H – Werke für ein oder mehrere Instrumente, zwei Orchester und Basso continuo

Anschließend wird eine Einteilung nach Soloinstrumenten vorgenommen (Kleinbuchstaben):
- a – Violine
- b – Viola
- c – Violoncello
- d – Mandoline
- e – Querflöte
- f – Blockflöte
- g – Sopraninoblockflöte (Flautino)
- h – Oboe
- i – Fagott
- j – Trompete
- k – Horn
- l – Dudelsack u. a.
- m – Cembalo
- n – nicht genutzt
- o – verschiedene Instrumente
- p–s – Vokalsolisten

Als drittes Ordnungsmerkmal dient die Tonart. Beginnend mit C-Dur (1), gefolgt von c-Moll (2) über Cis-Dur (3) bis nach h-Moll (24) werden Ziffern vergeben.
Die Sonate für (eine) Violine in C-Dur erhält demnach die Notation Aa1 und trägt die Verzeichnisnummer 1 (Violinsonate in C-Dur RV 1; op. 2 Nr. 6; Fanna XIII/34). Das Konzert in due cori für doppeltes Streichorchester, 4 Flöten und 4 Violinen in A-Dur erhält die Notation Ho19 und schließt mit der Verzeichnisnummer RV 585 die Auflistung der Instrumentalwerke ab.
Bei den Vokalstücken (RV 586 bis RV 740) erfolgt eine Einteilung in sakrale und (eher) weltliche Werke.
Ursprünglich reichte das Ryom-Verzeichnis bis RV 740. Durch Neufunde und Neuidentifizierungen erhöhte sich in den Jahren nach der Ersterscheinung die Anzahl der Werke, die Vivaldi zugeschrieben werden. Diese Werke erhalten die Nummern ab RV 741 und folgen den oben beschriebenen Kriterien nicht mehr.
Die Erfassung und Katalogisierung der Werke Antonio Vivaldis ist bis zum heutigen Tag nicht vollständig abgeschlossen, da die Urheberschaft vielfach nicht gesichert oder nur schwer zu überprüfen ist. Das Werkverzeichnis muss daher immer wieder überarbeitet und geändert werden.
Nach Veröffentlichung der ersten Auflage der „Großen Ausgabe“ 2007 übertrug Peter Ryom die Weiterarbeit an dem Verzeichnis an den Dirigenten und Musikwissenschaftler Federico Maria Sardelli. Die von ihm überarbeitete und ergänzte zweite Auflage erschien 2018.

## Überblick
Die folgende Aufstellung zeigt die Grobgliederung der zweiten Auflage des Ryom-Verzeichnisses:
- 1–37: Violinsonaten
- 38–47: Violoncellosonaten
- 48–53: andere Sonaten für ein Instrument
- 60–79: Sonaten für zwei Violinen
- 80–86: andere Sonaten für zwei Instrumente
- 87–108: Konzerte ohne Orchester
- 109–169: Konzerte und Sinfonien für Streichorchester
- 170–391: Konzerte für Violine und Streichorchester
- 392–397: Konzerte für Viola d’amore und Streichorchester
- 398–424: Konzerte für Violoncello und Streichorchester
- 425: Konzert für Mandoline und Streichorchester
- 426–440: Konzerte für Querflöte und Streichorchester
- 441–442: Konzerte für Blockflöte und Streichorchester
- 443–445: Konzerte für Sopraninoblockflöte (Flautino) und Streichorchester
- 446–465: Konzerte für Oboe und Streichorchester
- 466–504: Konzerte für Fagott und Streichorchester
- 505–530: Konzerte für zwei Violinen und Streichorchester
- 531–539: Konzerte für zwei andere gleiche Instrumente und Streichorchester
- 540–548: Konzerte für zwei verschiedene Instrumente und Streichorchester
- 549–553: Konzerte für mehr als zwei Violinen und Streichorchester
- 554–580: Konzerte für mehr als zwei verschiedene Instrumente und Streichorchester
- 581–583: Konzerte für Violine und zwei Streichorchester
- 584–585: Konzerte für mehrere Instrumente und zwei Streichorchester
- 587–622: Geistliche Vokalwerke über liturgische Texte
  - 587–592: Teile des Mess-Ordinariums
  - 593–609: Alttestamentliche Psalmen
  - 610–611: Neutestamentliche Lobgesänge (Magnificat)
  - 612–622: Hymnen, Antiphonen und andere liturgische Texte
- 623–645: Geistliche Vokalwerke über nichtliturgische Texte
  - 623–634: Solomotetten
  - 635–642: Introduzioni
  - 643–645: Oratorien
- 649–677: Kantaten für Singstimme und Basso continuo
- 678–686: Kantaten für Singstimme, Instrumente und Basso continuo
- 687–694: Serenaten und sonstige größere weltliche Vokalwerke
- 695–740: Szenische Werke (Opern)
- 741–750: Nicht zuzuordnende Werke
- 751–827: Übersicht über die seit 1974 entdeckten Werke

Anhänge
- 1–158: Auflistung der Stücke, die Vivaldi verarbeitet hat oder die nach heutigem Kenntnisstand nicht von ihm sind.